# Mekki Leeper
Mekki Leeper (Filadelfia, 9 settembre 1994) è un attore, sceneggiatore e cabarettista statunitense.

## Carriera
Leeper è noto principalmente per aver interpretato Eric Miller nella commedia drammatica HBO Max The Sex Lives of College Girls e l'undicesimo giurato nella sitcom Amazon Freevee Jury Duty, serie di cui è anche sceneggiatore e che gli è valsa una nomination ai Primetime Emmy Awards per la miglior sceneggiatura per una serie commedia.
Leeper è inoltre attivo anche come stand-up-comedian sia su Comedy Central che a The Late Late Show, oltre ad aver scritto il discorso per l'associazione dei corrispondenti della Casa Bianca venendo inserito l'anno seguente nella lista di "comici che dovresti conoscere e conoscerai" di Vulture.

## Filmografia

### Cinema
- Backyard Barber, regia di Abdi Ibrahim e Jonathan Salmon - cortometraggio (2023)
- Bizarro World, regia di Abdi Ibrahim e Jonathan Salmon - cortometraggio (2023)
- Fintech, regia di Mekki Leeper - cortometraggio (2023)

### Televisione
- New Girl - serie TV, episodio 7x02 (2018)
- Resolutions - miniserie TV, 2 episodi (2018)
- Two Joysticks and a Couch - serie TV, 5 episodi (2020-2021)
- The Sex Lives of College Girls - serie TV, 15 episodi (2021-2025)
- Jury Duty - serie TV, 8 episodi (2023)
- St. Denis Medical - serie TV, 14 episodi (2024-2025)